# RTL Zwee
RTL Zwee is het tweede kanaal van het Luxemburgse televisiezender RTL Télé Lëtzebuerg bestemd voor de jonge volwassenen.

## Programma's
RTL Zwee (tot 22 Maart 2020 Den 2.RTL), zendt in Luxemburg uit via de kabel, IPTV en DVB-T, herneemt een groot deel van het televisieschema van RTL Lëtzebuerg door middel van programma's uit te zenden gericht op jong publiek.

### Enkele programma's
- Planet RTL: jongerenprogramma met muziek en verslagen, alle dagen tussen 18.00 en 19.00 uur.
- Planet X-plosiv: De Luxemburgse versie van het Explosive, een programma van het Duitse RTL Television.
- Planet Music: muziekuituitzending op basis van clips.
- UEFA Champions League Live-verslaggeving van wedstrijd uit de UEFA Champions League in het Luxemburgs